# Bernarda Pera
Bernarda Pera (* 3. Dezember 1994 in Zadar, Kroatien) ist eine kroatisch-US-amerikanische Tennisspielerin, die seit 2013 für die Vereinigten Staaten spielt.

## Karriere
Bernarda Pera, die mit fünf Jahren in Kroatien das Tennisspielen begonnen hat, zog im Alter von 16 Jahren mit ihrer Familie nach New Jersey. Schon vor ihrer Geburt lebte und arbeitete ihr Vater in den Vereinigten Staaten. Seit 2013 startet sie für den US-amerikanischen Tennisverband. Sie hat auf der ITF Women’s World Tennis Tour bislang neun Einzel- und acht Doppeltitel gewonnen.
2011 sammelte sie dort erste Erfahrungen. Nach zuvor fünf verlorenen Finals, gewann sie 2013 in Alkmaar ihren ersten Profititel. Bei den US Open 2014 ging sie mit einer Wildcard erstmals in der Qualifikation eines Grand-Slam-Turniers an den Start, verlor jedoch in der Auftaktrunde. Im Jahr darauf gewann sie in Imola ihren ersten Titel bei einem Turnier der $25.000-Kategorie. Erst 2017 gelang Pera der Aufstieg in der Tennis-Weltrangliste, als sie auf Sandplatz gleich sechs ITF-Finals erreichte und dabei zwei weitere Titel holte, darunter einen der $80.000-Kategorie in Olmütz.
Bei den Australian Open 2018 stand sie zum ersten Mal im Hauptfeld eines Grand-Slam-Turniers. Nachdem sie bereits in der Schlussrunde ausgeschieden war, rückte sie als Lucky Loserin ins Hauptfeld nach und feierte in der zweiten Runde gegen Johanna Konta ihren ersten Sieg gegen eine Top-10-Spielerin, ehe sie in der dritten Runde Barbora Strýcová unterlag. Anschließend war sie vor allem auf Sand erfolgreich und kam in Charleston nach einem Erfolg über Sara Errani ins Viertelfinale, in dem sie an Madison Keys scheiterte. In Madrid schlug sie aus der Qualifikation kommend erneut Konta und Aryna Sabalenka, bevor sie im Achtelfinale von Carla Suárez Navarro gestoppt wurde. Durch den Einzug in die zweite Runde der French Open und US Open sowie den Sprung in ihr erstes WTA-Halbfinale in Guangzhou, konnte sie die Saison 2018 erstmals in den Top 100 der Weltrangliste abschließen.
2019 gewann Pera mit dem ITF-Turnier der $100.000-Kategorie in Trnava ihren bis dahin größten Titel. Zudem stand sie sowohl beim WTA-Turnier in Prag als auch in Lausanne und Jūrmala im Halbfinale. Bei den Grand-Slam-Turnieren des Jahres schied sie in den Einzelkonkurrenzen jeweils in der ersten Runde aus, im Doppel kam sie dagegen an der Seite von Alexa Guarachi bei den US Open erstmals bis ins Achtelfinale. Nach dem Einzug in die zweite Runde von Doha erzielte sie mit Platz 59 ihre bislang beste Weltranglistenposition. Die Saison beendete sie jedoch wie auch die darauffolgende ohne eine Viertelfinalteilnahme in einem Einzelwettbewerb. Gleichzeitig gelangen ihr im Doppel zusammen mit Magda Linette nennenswerte Erfolge wie der Einzug in das Halbfinale der French Open  sowie des WTA 1000-Turniers in Montreal.
Anfang 2022 gewann sie an der Seite von Kateřina Siniaková beim Melbourne Summer Set II ihren ersten WTA-Titel im Doppel.

## Turniersiege

### Einzel
| Nr. | Datum             | Turnier    | Kategorie   | Belag             | Finalgegnerin       | Ergebnis      |
| --- | ----------------- | ---------- | ----------- | ----------------- | ------------------- | ------------- |
| 1.  | 23. Juni 2013     | Alkmaar    | ITF $10.000 | Sand              | Natalija Kostić     | 6:1, 6:2      |
| 2.  | 30. Juni 2013     | Breda      | ITF $10.000 | Sand              | Isabella Schinikowa | 6:4, 4:6, 6:0 |
| 3.  | 1. September 2013 | Rotterdam  | ITF $10.000 | Sand              | Amandine Hesse      | 1:6, 6:3, 7:5 |
| 4.  | 12. April 2014    | Gloucester | ITF $10.000 | Hartplatz (Halle) | Klaartje Liebens    | 6:3, 6:1      |
| 5.  | 29. Juni 2014     | Breda      | ITF $15.000 | Sand              | Beatriz Haddad Maia | 6:1, 7:68     |
| 6.  | 18. Juli 2015     | Imola      | ITF $25.000 | Teppich           | Sherazad Reix       | 6:2, 6:3      |
| 7.  | 2. Juli 2017      | Stuttgart  | ITF $25.000 | Sand              | Anna Zaja           | 6:4, 6:4      |
| 8.  | 23. Juli 2017     | Olmütz     | ITF $80.000 | Sand              | Kristýna Plíšková   | 7:5, 4:6, 6:3 |
| 9.  | 19. Mai 2019      | Trnava     | ITF W100    | Sand              | Anna Blinkowa       | 7:5, 7:5      |
| 10. | 17. Juli 2022     | Budapest   | WTA 250     | Sand              | Aleksandra Krunić   | 6:3, 6:3      |
| 11. | 23. Juli 2022     | Hamburg    | WTA 250     | Sand              | Anett Kontaveit     | 6:2, 6:4      |

### Doppel
| Nr. | Datum           | Turnier     | Kategorie   | Belag        | Partnerin             | Finalgegnerinnen                                     | Ergebnis          |
| --- | --------------- | ----------- | ----------- | ------------ | --------------------- | ---------------------------------------------------- | ----------------- |
| 1.  | 24. August 2013 | Enschede    | ITF $10.000 | Sand         | Swjatlana Piraschenka | Anna Katalina Alzate Esmurzaeva Rosalie van der Hoek | 6:2, 6:1          |
| 2.  | 14. Juni 2014   | Amstelveen  | ITF $10.000 | Sand         | Wiktorija Tomowa      | Tatiana Búa Beatriz Haddad Maia                      | 6:0, 2:1 Aufgabe  |
| 3.  | 22. Juni 2014   | Alkmaar     | ITF $10.000 | Sand         | Beatriz Haddad Maia   | Charlotte van der Meij Mandy Wagemaker               | 6:1, 1:6, [10:5]  |
| 4.  | 27. Juni 2015   | Helsingborg | ITF $25.000 | Sand         | Pemra Özgen           | Ekaterine Gorgodse Cornelia Lister                   | 6:2, 6:0          |
| 5.  | 15. August 2015 | Prag        | ITF $75.000 | Sand         | Kateřina Kramperová   | Miriam Kolodziejová Markéta Vondroušová              | 7:64, 5:7, [10:1] |
| 6.  | 25. März 2016   | Le Havre    | ITF $10.000 | Sand (Halle) | Sabrina Santamaria    | Georgina García Pérez Diāna Marcinkēviča             | 6:2, 6:2          |
| 7.  | 1. April 2017   | Pula        | ITF $25.000 | Sand         | Lina Gjorcheska       | Prarthana Thombare Eva Wacanno                       | 6:2, 6:3          |
| 8.  | 15. April 2017  | Pula        | ITF $25.000 | Sand         | Georgina García Pérez | Cristiana Ferrando Camilla Rosatello                 | 6:4, 6:3          |
| 9.  | 9. Januar 2022  | Melbourne   | WTA 250     | Hartplatz    | Kateřina Siniaková    | Tereza Martincová Mayar Sherif                       | 6:2, 6:77, [10:5] |

## Abschneiden bei Grand-Slam-Turnieren

### Einzel
| Turnier         | 2014 | 2015 | 2016 | 2017 | 2018 | 2019 | 2020 | 2021 | 2022 | 2023 | 2024 | 2025 | Karriere |
| --------------- | ---- | ---- | ---- | ---- | ---- | ---- | ---- | ---- | ---- | ---- | ---- | ---- | -------- |
| Australian Open | —    | —    | —    | —    | 3    | 1    | 1    | 2    | 2    | 3    | 1    | 1    | 3        |
| French Open     | —    | —    | —    | —    | 2    | 1    | 2    | 1    | 1    | AF   | 2    | 3    | AF       |
| Wimbledon       | —    | —    | —    | —    | 1    | 1    |      | 1    | 1    | 1    | 3    | 1    | 3        |
| US Open         | Q1   | Q1   | —    | Q3   | 2    | 1    | 2    | 1    | 1    | 3    | 1    |      | 3        |

Zeichenerklärung: S = Turniersieg; F, HF, VF, AF = Einzug ins Finale / Halbfinale / Viertelfinale / Achtelfinale; 1, 2, 3 = Ausscheiden in der 1. / 2. / 3. Hauptrunde; Q1, Q2, Q3 = Ausscheiden in der 1. / 2. / 3. Qualifikationsrunde; nicht ausgetragen

### Doppel
| Turnier         | 2014 | 2015 | 2016 | 2017 | 2018 | 2019 | 2020 | 2021 | 2022 | 2023 | 2024 | 2025 | Karriere |
| --------------- | ---- | ---- | ---- | ---- | ---- | ---- | ---- | ---- | ---- | ---- | ---- | ---- | -------- |
| Australian Open | —    | —    | —    | —    | —    | 1    | 2    | AF   | AF   | 1    | —    | 2    | AF       |
| French Open     | —    | —    | —    | —    | —    | —    | 1    | HF   | 1    | 1    | 2    | 1    | HF       |
| Wimbledon       | —    | —    | —    | —    | 1    | 1    |      | 1    | 1    | 2    | —    | 2    | 2        |
| US Open         | 1    | —    | —    | —    | 1    | AF   | 1    | 2    | AF   | VF   | —    |      | VF       |

### Mixed
| Turnier         | 2022 | 2023 | Karriere |
| --------------- | ---- | ---- | -------- |
| Australian Open | AF   | —    | AF       |
| French Open     | 1    | —    | 1        |
| Wimbledon       | —    | AF   | AF       |
| US Open         | AF   | —    | AF       |